# Richard Sedlmaier
Richard Sedlmaier (* 10. August 1890 in Würzburg; † 1. Juni 1963 in Tegernsee) war ein deutscher Kunsthistoriker.

## Leben und Wirken
Richard Sedlmaier war der Sohn des Kaufmanns Adalbert Sedlmaier und dessen Ehefrau Auguste geborene Hagen. Er wuchs in Würzburg auf und legte dort 1909 das Abitur ab. Von 1909 bis 1916 studierte er an den Universitäten München, Wien, Berlin und Würzburg Kunstgeschichte, Archäologie und Literaturgeschichte. 1916 wurde er mit der Arbeit Grundlagen der Rokoko-Ornamentik in Frankreich in Würzburg zum Dr. phil. promoviert. Ab 1917 war er Konservator am Kunstgeschichtlichen Museum der Universität Würzburg. 1923 habilitierte er sich mit einer Arbeit über die Würzburger Residenz und wurde Privatdozent am Kunsthistorischen Institut der Universität Würzburg.
1927 wurde er als Professor mit Lehrstuhl an die Universität Rostock berufen, wo er bis 1939 das Institut für Kunstgeschichte leitete und 1933/1934 Dekan war. Sein Forschungsschwerpunkt verlagerte sich auf die Erforschung von Architektur und Bildender Kunst im Norden Deutschlands.
1939 übernahm Richard Sedlmaier von Arthur Haseloff den Lehrstuhl für Kunstgeschichte an der Universität Kiel und wurde Direktor der Kunsthalle zu Kiel. Schwerpunkte seiner Lehrtätigkeit waren die Kunst des internationalen Barock und der Ornamentik sowie Architektur, Malerei und Plastik des deutschen Mittelalters. 
Während des Zweiten Weltkrieges versuchte Richard Sedlmaier, den Lehrbetrieb aufrechtzuerhalten. 1942 organisierte er zum Thema „Die deutsche Kunst des Barock und Rokoko“ eine Studienreise nach Prag, Wien, Salzburg, München und Augsburg. Als Direktor der Kunsthalle versuchte er eine Konfrontation mit der Reichskulturkammer zu vermeiden und durch geeignete Themen Ausstellungen zu ermöglichen, so unter dem Motto „Zur Kunst der deutschen Stämme“ die Ausstellungen „Schlesische Künstler“ (1940), „Gäste aus der Reichshauptstadt“ (1942) und „Fränkische Künstler“ (1944), die durch öffentliche Mittel gefördert wurden. Nach der Zerstörung der Kunsthalle durch Luftangriffe musste die Ausstellungstätigkeit 1944 eingestellt werden.
Nach dem Zweiten Weltkrieg wurde das Kunsthistorische Institut 1945 kurzzeitig nach Schleswig verlagert, wo Richard Sedlmaier im Sommersemester von Lilli Martius vertreten wurde. Zum Wintersemester 1945/1946 wurde das Institut nach Kiel zurückverlegt. Richard Sedlmaier, Lilli Martius und Arthur Haseloff hielten Lehrveranstaltungen und Sedlmaier bemühte sich besonders um den Wiederaufbau der Kunsthalle und die Wiederherstellung der Sammlung. So konnten Werke unter anderem von Emil Nolde, Ernst Ludwig Kirchner und Ernst Barlach in die Sammlung integriert werden. Ab 1948 konzentrierte sich Sedlmaier auf die Planung und Durchführung der erforderlichen Baumaßnahmen; ab 1950 konnten wieder größere Ausstellungen gezeigt werden. 1958 wurde die Kunsthalle mit der erweiterten Sammlung wiedereröffnet. Im selben Jahr wurde er für seine „Verdienste um die Kunst und Kunstwissenschaft“ mit dem Großen Bundesverdienstkreuz ausgezeichnet.
In der Lehre und Forschung beschäftigte sich Richard Sedlmaier vor allem mit Fragen der regionalen mittelalterlichen Kunst. Zu seinen Schülern gehörten Wolfgang J. Müller, der 1946 aus Rostock nach Kiel kam und sich 1950 bei Sedlmaier habilitierte, sowie Gerhard Wietek, Wolfgang Teuchert und Alfred Kamphausen. Richard Sedlmaier wurde 1958 emeritiert.

## Auszeichnungen
- 1958: Großes Bundesverdienstkreuz

## Schriften
- Grundlagen der Rokoko-Ornamentik in Frankreich. Dissertation. Universität Würzburg 1916. Heitz & Mundel, Strassburg 1917 (Zur Kunstgeschichte des Auslandes. Band 116).
- Schönherr und das österreichische Volksstück (= Theaterkultur. 2). Verlagsdruckerei Würzburg, Würzburg 1920.
- mit Rudolf Pfister: Die fürstbischöfliche Residenz zu Würzburg. 2 Bände. Georg Müller, München 1928.
- Rostock (= Deutsche Lande Deutsche Kunst.). Deutscher Kunstverlag, Berlin 1931 2. Auflage 1943.
- Deutsche Malerei des 20. Jahrhunderts. Kunsthalle, Kiel 1951.
- Emil Nolde. Schleswig-Holsteinischer Kunstverein, Kiel 1952.
- Wolfgang v. d. Auveras Schönborn-Grabmäler im Mainfränkischen Museum und die Grabmalkunst der Schönborn-Bischöfe (= Mainfränkische Hefte. Band 2). Mit einem Vorwort von Max Hermann von Freeden. Freunde Mainfränkischer Kunst und Geschichte, Würzburg 1955.
- mit Olaf Klose: Alt-Kiel und die Kieler Landschaft. Westholsteinische Verlags-Anstalt, Heide in Holstein 1956.

Richard Sedlmaier war Herausgeber der Zeitschriften Kunst in Franken und Mecklenburgische Bilderhefte.